# ماساک (کنتاکی)
ماساک (به انگلیسی: Massac) یک منطقهٔ مسکونی در ایالات متحده آمریکا است که در شهرستان مک‌کراکن، کنتاکی واقع شده‌است. ماساک ۱۰٫۰ کیلومتر مربع مساحت و ۳٬۸۸۸ نفر جمعیت دارد و ۱۴۰ متر بالاتر از سطح دریا واقع شده‌است.